# 单斑豆娘鱼
单斑豆娘鱼（学名：Abudefduf uniocellatus）为雀鲷科豆娘鱼属的鱼类。分布于印度洋斯里兰卡至太平洋中部、北至日本、台湾岛以及南海诸岛、海南等。